# 凹脉红淡比
凹脉红淡比（学名：Cleyera incornuta）为山茶科红淡比属下的一个种。

## 扩展阅读
- 維基物種上的相關：凹脉红淡比